# Gajusz Cilniusz Mecenas

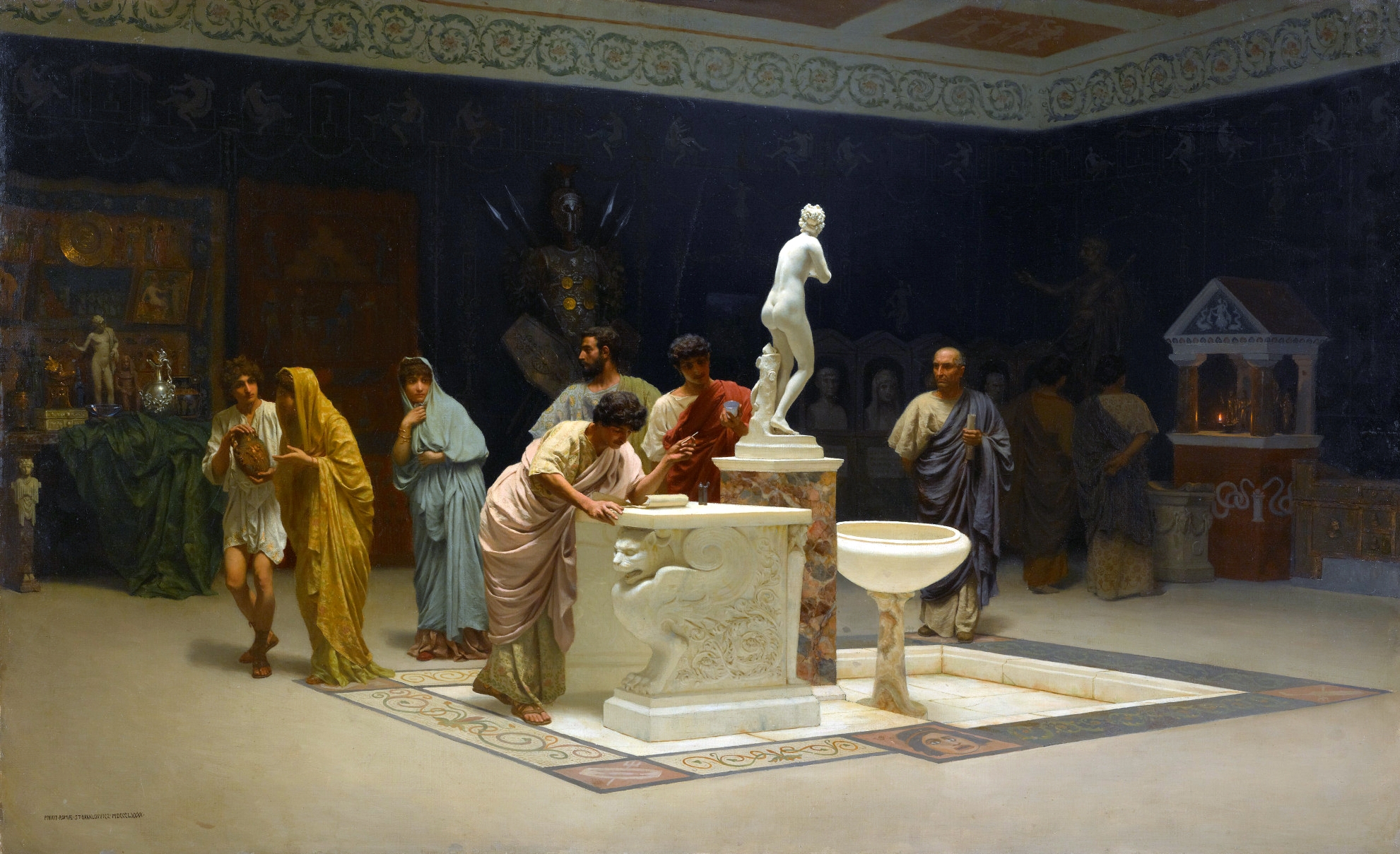
U Mecenasa (mal. Stefan Bakałowicz, 1890)

Gaius Cilnius Maecenas (ur. 13 kwietnia 70 p.n.e., zm. 8 p.n.e.) – rzymski polityk, doradca i przyjaciel Oktawiana Augusta, poeta i patron poetów, między innymi Wergiliusza, Horacego i Propercjusza. Jego nazwisko stało się synonimem protektora sztuki i nauki. 

## Życiorys
Mimo tak popularnego do dziś nazwiska i znacznej roli, jaką odgrywał w polityce drugiej połowy 
I w. p.n.e. oraz związków z ludźmi pióra tego okresu, o jego życiu zachowało się niewiele wiadomości. Pochodził ze starej etruskiej rodziny, o czym świadczy nazwisko rodowe Cilnius, przyjęte etruskim zwyczajem po matce i etruska końcówka -as (Maecenas). Jego rodzina należała do stanu ekwitów. Zgromadził duży majątek, zarówno odziedziczony po przodkach, jak i nabyty dzięki hojności Augusta. Z tego powodu zrezygnował prawdopodobnie z typowej rzymskiej kariery urzędniczej, gdyż z racji przynależności do stanu ekwitów nie mógłby osiągnąć godności zarezerwowanych dla stanu senatorskiego, choć majątek i wpływy do tego go predestynowały.

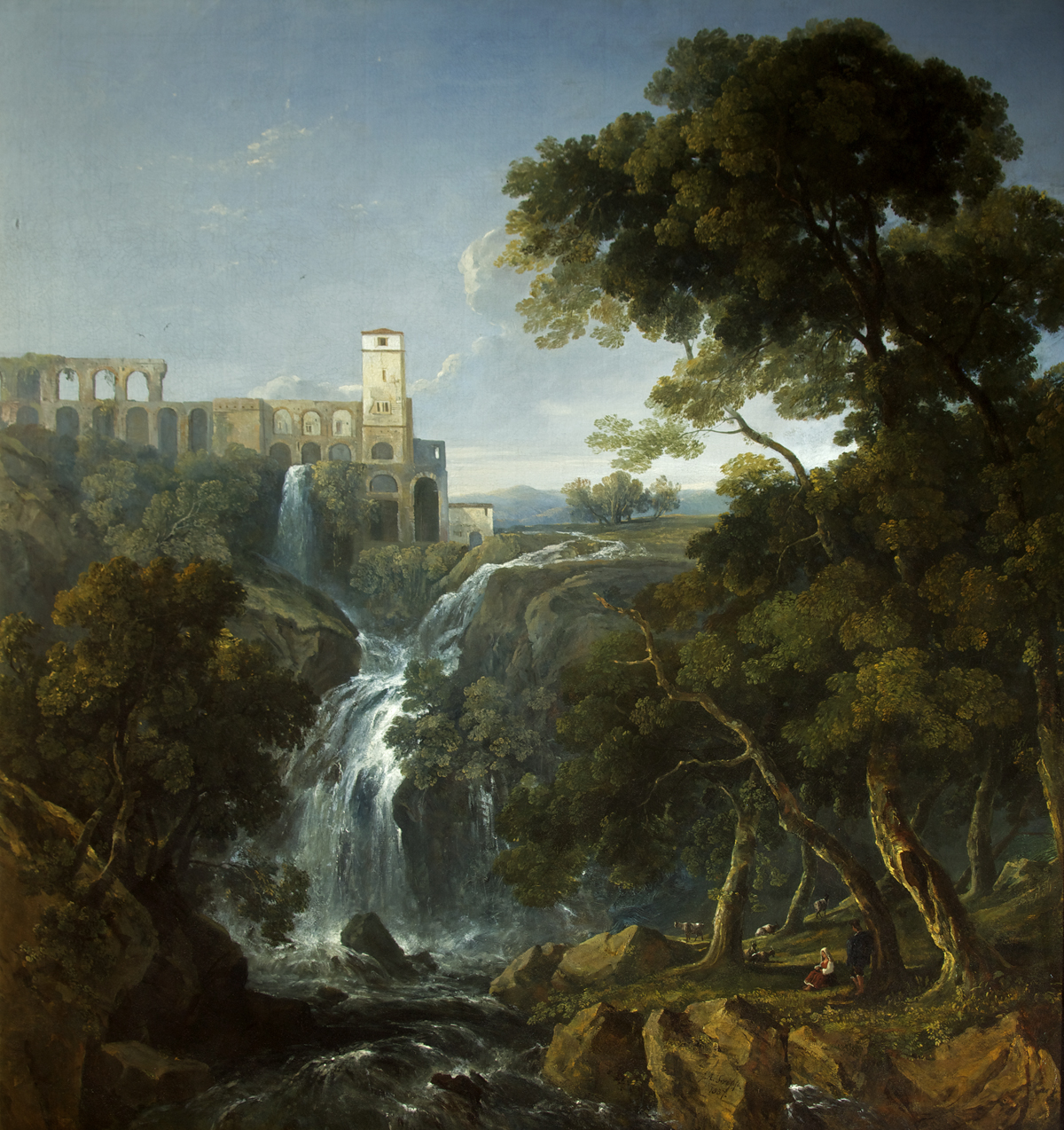
Ruiny willi Mecenasa koło wodospadów w Tyburze (mal. George A. Fripp, 1837)

Przez całe życie był przyjacielem i doradcą Oktawiana Augusta. Około 40 p.n.e. działał w celu zjednania obrońcy zasad republiki Sekstusa Pompejusza dla stronnictwa Oktawiana. Doprowadziło to do małżeństwa Oktawiana z kuzynką Pompejusza – Skrybonią. W tym samym czasie doprowadził do zawarcia przymierza Oktawiana z Markiem Antoniuszem w Brundyzjum (Brindisi), kończącego walki zbrojne i utwierdzonego małżeństwem Antoniusza z siostrą Oktawiana – Oktawią. Zaufanie do Mecenasa potwierdził Oktawian, powierzając mu zarządzanie Rzymem i Italią w czasie swych walk z Sekstusem Pompejuszem (36 p.n.e.) i ostatecznej rozprawy z Antoniuszem na wschodzie i w Egipcie (31 p.n.e.). Swą pozycję umocnił Mecenas udaremniając spisek na życie Oktawiana powracającego do Rzymu z Egiptu. Udało mu się jednocześnie zapobiec typowym w czasie walk o panowanie nad Imperium krwawym proskrypcjom, co zjednało mu opinię osoby łagodnej i humanitarnej. Chociaż nie zajmował żadnego oficjalnego stanowiska, we wpływie na udział w rządach przy Oktawianie rywalizował skutecznie z Markiem Agryppą. Znaczenie polityczne Mecenasa osłabło znacznie po 23 p.n.e., gdy znalazł się w konflikcie sumienia pomiędzy Oktawianem a rodziną swej żony Terencji. Jej brat adopcyjny, Warron Murena planował spisek i zabójstwo Oktawiana Augusta. Spisek wykryto, a Mecenas ostrzegł szwagra poprzez żonę o grożącym mu niebezpieczeństwie. Nie zapobiegło to wykonaniu wyroku, spowodowało jednak całkowite odsunięcie Mecenasa od spraw państwowych na rzecz Marka Agryppy. Zdolny rozdzielać politykę od spraw osobistych August zachował jednak przyjazne stosunki z Mecenasem do jego śmierci.
O życiu osobistym Mecenasa wiadomo bardzo niewiele. Małżeństwo z Terencją nie było szczególnie udane, według pogłosek była ona kochanką Augusta. Mecenas zmarł bezdzietnie, zaś swój wielki majątek, między innymi okazały pałac i ogrody na Eskwilinie, zapisał przyjacielowi, twórcy cesarstwa rzymskiego.

### Protektor twórców
Nie znaczenie i wpływy polityczne uczyniły jednak z imienia Mecenasa potoczne określenie opiekunów nauki i sztuki. Swojego dużego majątku używał dla hojnego wspomagania współczesnych mu twórców. Jako zwolennik wprowadzanego przez Oktawiana Augusta nowego ustroju, starał się wpłynąć na twórców, aby użyli swych talentów w interesie tworzącego się systemu władzy. Temu celowi przyświecały inspirowane przez Mecenasa Georgiki Wergiliusza, propagujące popierany przez Oktawiana nawrót do starorzymskich wartości życia wiejskiego. Był więc Mecenas prekursorem mecenatu politycznego. Wspierał również Horacego i Sekstusa Propercjusza. Skupił wokół siebie grono literatów nie szczędząc funduszy zarówno dla nich, jak i na prowadzenie dość zbytkownego i zabawowego stylu życia. Był zresztą za to krytykowany przez Senekę. Sam również pisał wiersze i tworzył prozę, z czego do dziś zachowały się nieliczne fragmenty. Nie były to chyba jednak utwory, szczególnie proza, bardzo ambitne. Oktawian August po przyjacielsku krytykował jego twórczość. Mniej pobłażliwie odnosili się później do niej Seneka i Kwintylian.